# Società Patriottica Napoletana
La Società Patriottica Napoletana (chiamata anche Società Giacobina di Napoli oppure semplicemente Società patriottica), fu fondata a Napoli da Carlo Lauberg 1793, a partire dalle logge massoniche, assieme ad altri affiliati di ispirazione giacobina, tra cui Nicola Palomba, Francesco Saverio Salfi e Francesco Mario Pagano. La società segreta rivoluzionaria era divisa in due fazioni: una fautrice di una monarchia costituzionale (LOMO - Libertà o morte) e un'altra di una repubblica democratica (ROMO - Repubblica o morte). 

## Storia
La loggia massonica fu stabilita nella città partenopea, durante il governo del viceré asburgici (1707 – 1734), dagli ufficiali dell'esercito austriaco assieme ai mercanti francesi, olandesi ed inglesi attivi in città, la successiva adesione ad essa del principe di Sansevero Raimondo di Sangro che nel luglio 1750 ne divenne Gran Maestro, le permise di superare lo scetticismo di cui era circondata, favorendone il contatto con l'aristocrazia napoletana. La successiva restaurazione borbonica mise ufficialmente al bando al massoneria, che continuò ad operare clandestinamente, fino a quando arrivarono anche nel regno di Napoli i fermenti di rinnovamento che la Rivoluzione francese stava diffondendo in Europa dalla Francia, particolarmente ad opera dell'arrivo della flotta francese comandata dall'ammiraglio de Latouche
Lauberg e i suoi compagni decise di formare un'associazione segreta strutturata in club, ognuno con al massimo undici membri, per limitare la conoscenza reciproca dell'identità degli aderenti e ridurre quindi i rischi nel caso in cui qualcuno venisse arrestato e torturato. La società venne fondata nell'agosto del 1793, a Posillipo, sulla spiaggia di Mergellina.
Gli aderenti ad essa provenivano da diversi strati sociali, tra cui giovani ufficiali allievi di Lauberg alla scuola militare della Nunziatella, avvocati, studenti.
In poco tempo la Società Patriottica si divise facendo riferimento a due club: Lomo (Libertà o Morte) che accettava l'idea di una monarchia costituzionale e Romo (Repubblica o Morte) più decisa ad affermare i principi repubblicani.
La distruzione della società avvenne a seguito di una efficace opera repressiva della polizia, con arresti di affiliati, che impauriti e sottoposti a tortura confessarono i dettagli dell'organizzazione di cui erano a conoscenza e indicarono i nomi degli altri congiurati, permettendo quindi lo smantellamento dell'organizzazione giacobina.
Nel 1794 quasi tutti i giacobini furono imprigionati: vi furono 52 arresti e 8 condanne a morte, Lauberg fu costretto a fuggire da Napoli e riparò ad Oneglia.